# Morton Harvey
Morton Harvey (* 1886 in Omaha, Nebraska, USA; † 15. August 1961 in Los Gatos, Kalifornien, USA) war ein US-amerikanischer Vaudeville-Künstler und Sänger.

## Biografie
Harvey wurde 1886 in Omaha geboren. Seine Familie wollte, dass er Seelsorger wird, doch er schloss sich 1907 in Chicago einer umherziehenden Vaudeville-Truppe an. Er bekam schließlich einen Plattenvertrag.
Morton Harvey war der erste Sänger, der einen Bluessong aufnahm: den Memphis Blues von W. C. Handy, den er am 2. Oktober 1914 in New York einspielte. Begleitet wurde er von den New Yorker Philharmonikern. Harvey ist auch bekannt für die Aufnahme des Antikriegsprotestliedes I Didn’t Raise My Boy to Be a Soldier im Jahr 1915.
Harvey trat bis Mitte der 1920er Jahre im Vaudeville auf, zuletzt mit seiner Frau Betty Baxter; er hatte den Spitznamen „Rolling Stone“. Nach seinem Rückzug aus dem Showgeschäft leitete er einen Radiosender in Oklahoma. 1941, nach Ausbruch des Zweiten Weltkriegs, war er als Direktor für Arbeitsbeziehungen bei der War Manpower Commission und danach als Personaldirektor eines Armeekrankenhauses tätig. Nach dem Krieg eröffnete er ein Fotostudio in Los Gatos.
Morton Harvey starb am 15. August 1961 in Los Gatos, Kalifornien.